# ババジャニアン (小惑星)
ババジャニアン (9017 Babadzhanyan) は小惑星帯に位置する小惑星である。1986年にリュドミーラ・ジュラヴリョーワがクリミア天体物理天文台で発見した。
アルメニアの作曲家でピアニスト、アルノ・ババジャニアンから命名された。